# Dominique Appia
Dominique Appia (* 29. Juli 1926 in Genf; † 8. Januar 2017) war ein Schweizer Kunstmaler.
Er malte surrealistische Bilder. In Plakatform fanden einige seiner Werke Eingang in die Popkultur. Häufig reproduziert wurde das Gemälde Entre les trous de la mémoire. 
Appia lebte und arbeitete in Genf. Er war der Grossneffe von Adolphe Appia. Er starb 2017 im Alter von 90 Jahren.